# Matthäus Bacmeister
Matthäus Bacmeister (Rostock, 28 de Setembro de 1580 — Lüneburg, 7 de Janeiro de 1626) foi médico particular de Augusto, Duque de Saxe-Lauenburg (1577-1656). Era filho de Lucas Bacmeister, o Velho (1530-1608) e de Joanna Bording (1544–1584), filha do médico dinamarquês Jacob Bording (1511–1560). Era irmão de Johann Bacmeister, o Velho (1563-1631), com quem estudou matemática e medicina na Universidade de Rostock.
De 1599 a 1606 fez inúmeras viagens de estudo, frequentando as mais prestigiosas universidades da Alemanha, Copenhagen, e Inglaterra graças ao apoio do chanceler Christian Friesen. Ao retornar, recebeu seu diploma de Mestrado e em seguida de Doutorado. Exerceu o posto de médico inicialmente em Kiel e depois em Rostock. Em 1621 foi nomeado médico particular de Augusto, Duque de Saxe-Lauenburg e posteriormente de Frederico III, rei da Dinamarca (1609-1670). No entanto, Matthäus preferiu atuar como médico na cidade, especializando-se na tratamento da peste.
Matthäus Bacmeister foi casado com Sophie Kellermann (1590–1657), filha do burgomestre de Rostock Johann Kellermann (1547-1598).

## Obras
- Disputatio De Catarrho, Et Ex Eo Descendentibus Odontalgia, Epiphora, & Otalgia - 1603
- Eucharistikon ad Christianum Frisium ... Cancellarium, ... Academiæ ... Hafniensis conservatorem, Hæreditarium Dominum in Borrebys, etc. ... - 1604
- Medicinae Practicae Generalis Pars Prior De Sanitatis Conservatione Et Praeservatione: In forma Thesium succincte comprehensa - 1614
- Opera medica: In Quo Practicae Seu Methodi Medendi Particularis ... - 1618
- Operum Medicorum Francisci Joelis Tomus [...].: In Qvo Practicæ Sev Methodi Curandorum Morborum Particularium Lib. V.VI.VII.VIII.IX. & X. De Morbis Et Affectibvs Hepacis, Lienis, Renvm, Vesicæ, Genitalivm [...] Et Externarvm Partivm, Volume 4 - 1622
- Practicæ , Sev Methodi Curandorum Morborum Particularium : Lib. V. VI. VII. VII. IX. & X. De Morbis Et Affectibus Hepatitis, Lienis, Renvm, Vesicæ ... / emissus ..., Lüneburg 1622
- Bericht, wie man sich bey jetziger Zeit verhalten und derer auff der Apotheken angeordneten Mittelen gegen diese schleunig einfallende Pest gebrauchen soll, Lüneburg,1639
- Consilia et tractata contra pesta, Rostock